# A Silent Witness (film 1913)
A Silent Witness è un cortometraggio muto del 1913 diretto da Frank Wilson.

## Trama
Le riprese della macchina da presa di una società cinematografica fatte da un ragazzo dimostrano l'innocenza di un uomo ingiustamente accusato di aver ucciso il padre della sua fidanzata.

## Produzione
Il film fu prodotto dalla Hepworth.

## Distribuzione
Distribuito dalla Hepworth, il film - un cortometraggio in una bobina - uscì nelle sale cinematografiche britanniche nel dicembre 1913.
Si conoscono pochi dati del film che, prodotto dalla Hepworth, fu distrutto nel 1924 dallo stesso produttore, Cecil M. Hepworth. Fallito, in gravissime difficoltà finanziarie, il produttore pensò in questo modo di poter almeno recuperare il nitrato d'argento della pellicola.